# Tor Arne Granerud
Tor Arne Granerud (ur. 12 sierpnia 1960 w Hamarze) – norweski piłkarz występujący na pozycji napastnika. Trener piłkarski.

## Kariera piłkarska
W swojej karierze Granerud występował w zespole Hamarkameratene. Rozpoczął ją w sezonie 1979, gdy Ham-Kam grał w pierwszej lidze. W tamtym sezonie spadł z nim do drugiej ligi. W kolejnym sezonie awansował z nim jednak z powrotem do pierwszej. W sezonie 1982 z 11 bramkami na koncie, wraz z Trygve Johannessenem, został królem strzelców pierwszej ligi norweskiej. W następnym sezonie ponownie spadł z klubem do drugiej ligi. Do pierwszej wrócił jeszcze na dwa sezony (1986, 1987). Potem Ham-Kam po raz kolejny spadł z pierwszej ligi. W 1988 roku Granerud zakończył karierę.

## Kariera trenerska
Po zakończeniu kariery piłkarskiej, Granerud został trenerem. Prowadził zespół FL Fart z miasta Hamar, a także amatorski Løten FK.